# Bolbbalgan4
Bolbbalgan4 (hangul: 볼빨간 사춘기) är en sydkoreansk duogrupp bildad år 2016 av Shofar Music.
Gruppen bestod tidigare av de två kvinnliga medlemmarna Ahn Jiyoung och Woo Jiyoon.
Våren 2020 valde Woo Jiyoon att lämna duon. Ahn Jiyoung kommer ensam fortsätta framträda under artistnamnet Bolbbalgan4.

## Medlemmar
| Artistnamn   | Artistnamn | Födelsenamn  | Födelsenamn | Födelsedatum      |
| Romanisering | Hangul     | Romanisering | Hangul      | Födelsedatum      |
| ------------ | ---------- | ------------ | ----------- | ----------------- |
| Jiyoung      | 지영       | Ahn Ji-young | 안지영      | 14 september 1995 |
| Jiyoon       | 지윤       | Woo Ji-yoon  | 우지윤      | 21 januari 1996   |

## Diskografi

### Album
| Albuminformation                                   | Topplacering          |
| Albuminformation                                   | Sydkorea (Gaon Chart) |
| -------------------------------------------------- | --------------------- |
| Red Ickle (EP-skiva) - Släppt: 22 april 2016       | —                     |
| Red Planet (Studioalbum) - Släppt: 29 augusti 2016 | 27                    |

### Singlar
| År   | Titel                 | Topplacering          |
| År   | Titel                 | Sydkorea (Gaon Chart) |
| ---- | --------------------- | --------------------- |
| 2016 | "Fight Day"           | —                     |
| 2016 | "Galaxy"              | 2                     |
| 2016 | "Tell Me You Love Me" | 2                     |